# 세계 저작권 협약
세계 저작권 협약(Universal Copyright Convention, UCC)은 1952년 스위스 제네바에서 채택된 협약의 하나로, 저작권을 보호하는 2가지 주된 국제 협약 가운데 하나이다. 다른 하나는 베른 협약이다.
UCC는 유네스코가 베른 협약의 대안으로 개발한 것으로, 베른 협약의 일부에 대해 동의하지 않는 국가들이 특정한 형태의 다자간저작권 보호를 참여하길 희망한 데서 비롯되었다. 이 국가들로는 개발 도상국들, 미국, 그리고 라틴 아메리카 대부분 지역이 포함되었다. 개발 도상국들은 베른 협약이 제공하였던 강력한 저작권 보호가 서부 국가, 선진국, 저작권 수출 국가에 과도한 이익을 준다고 생각하였는데, 미국과 라틴 아메리카는 이미 베른 협약보다 강도가 더 약했던 범미국주의 저작권 협약인 부에노스아이레스 조약 조인국이기도 했다. 베른 협약 조인국은 이 국가들의 저작권이 비(非)베른 조인국에 존재하는 UCC와 관련이 되기도 했다. 1973년 소련은 UCC에 조인했다.
미국은 갱신 가능한 고정된 기간의 저작권 보호만을 제공하였으며 작품이 저작권 보호를 받기 위해서는 저작권 고지를 포함하여야 하고 저작권 사무소에 등록되어야 하였다. 한편 베른 협약은 작가의 생존에 기반한 기간 중 저작권 보호를 제공했으며 저작권이 존재한다는 저작권 고지의 등록 또는 삽입을 요구하지 않았다. 그러므로 미국은 베른 협약 조인을 위해 저작권법의 주요 부분들을 수정하여야 했다. 당시 미국은 그렇게 할 생각이 없었다. 그러자 UCC는 당시 고정된 기간을 사용하는 미국과 비슷한 보호 체계를 가진 국가들이 UCC 조인을 허가하였다. 마침내 미국은 베른 협약 가입에 응하였고 요구에 따라 미국 저작권법을 수정하였다. 1989년, 1988년 베른 조약 구현법(Berne Convention Implementation Act of 1988)의 결과로 베른 협약에 조인하였다.